# Tre Croci (Vetralla)

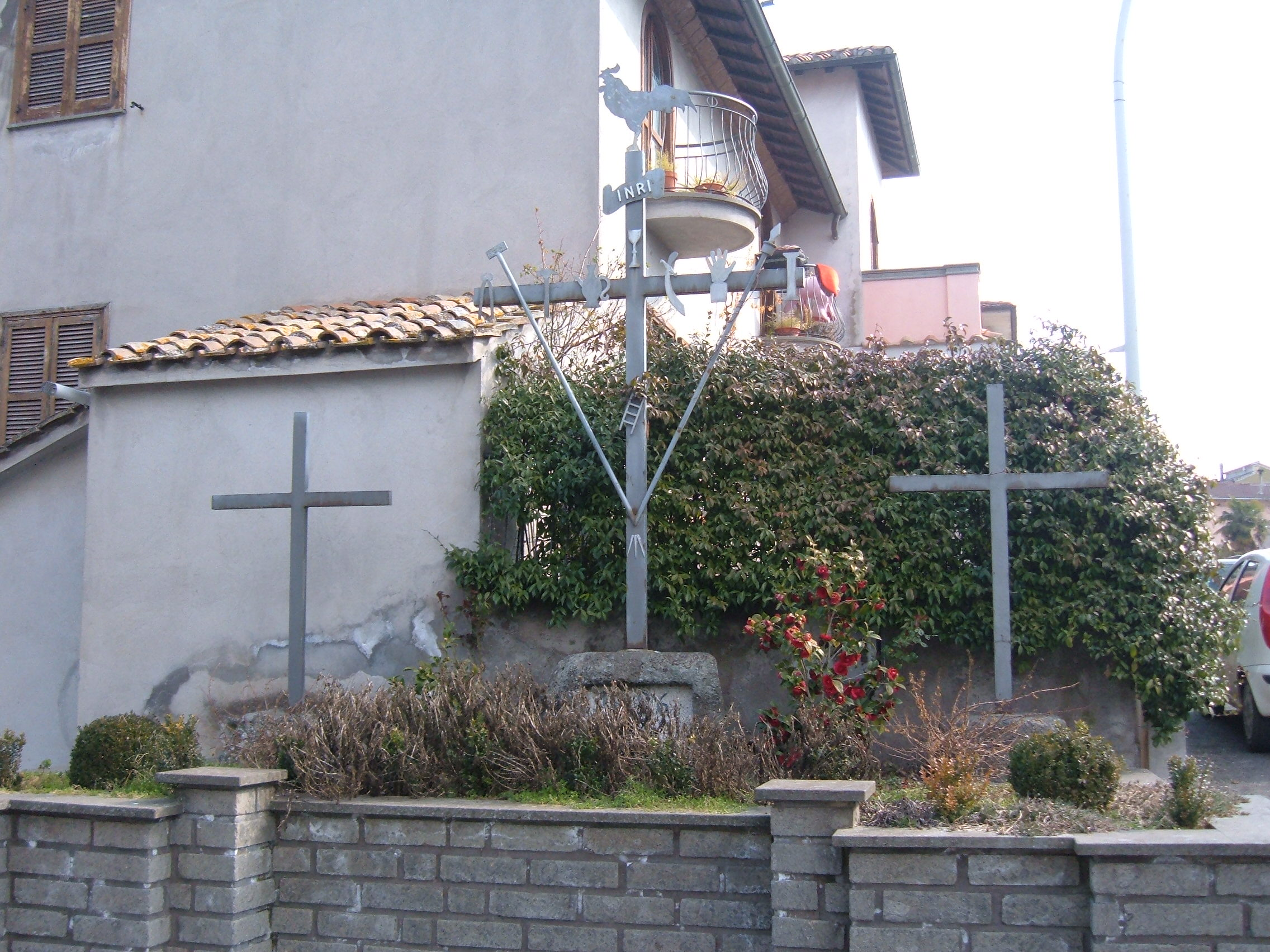
La croci che danno il nome alla frazione

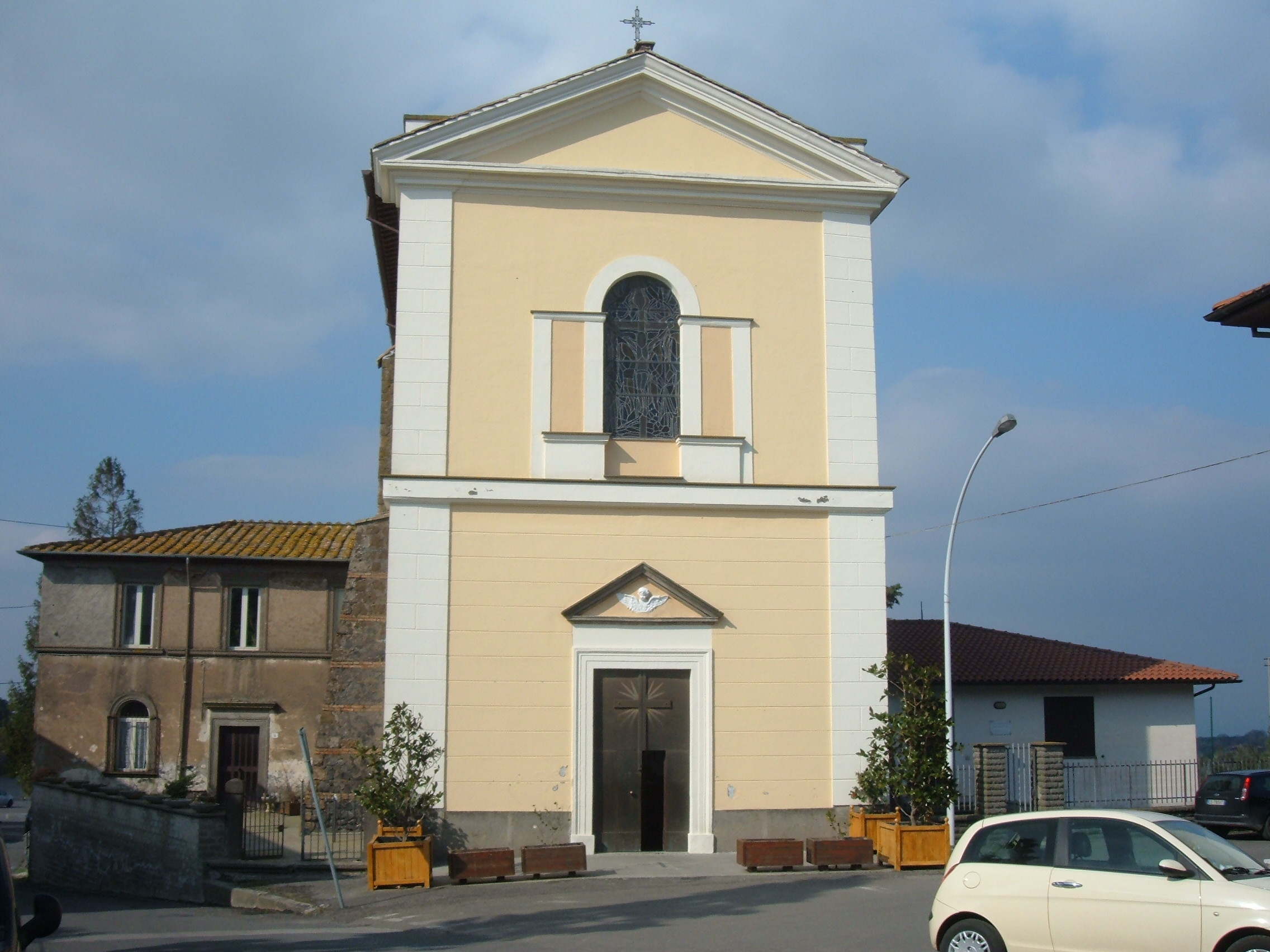
La chiesa di Sant'Antonio da Padova

Tre Croci è frazione del comune italiano di Vetralla, nella provincia di Viterbo, nel Lazio.
Il paese prende il proprio nome da “tre croci”, tre pali di legno, che delimitavano il territorio che va da Foro Cassio a Capacqua fino al bosco. Attualmente tre vere croci sono poste in piazza Europa, la piazza principale.

## Geografia fisica
Il paese si trova a circa 3 km da Vetralla, 12 da Viterbo e 10 dal Lago di Vico, a ridosso dei Monti Cimini.
Piccolo nelle dimensioni ed abitato da circa 1 400 persone, Tre Croci ha i punti principali nella Chiesa, la stazione ferroviaria, l'asilo,  il parco comunale "La pineta", "Il prato", i campi sportivi ed il bar. 
Monumento naturale è il "sasso grosso", situato a meno di 1 km di sentiero nel bosco, pietra, probabilmente di origine vulcanica e proveniente da antiche esplosioni del vicino Lago di Vico. Questo enorme masso è oggi un simbolo del paese e anche della sua associazione popolare. Importantissimo anche il "sasso spaccato", dove nel 1977 avvenne la Meditazione del Fricassio.

## Storia
Il territorio dell'attuale abitato di Tre Croci, in epoca etrusca, era attraversato dall'antica via che collegava Veio a Volsinii e Chiusi; in epoca romana, questa strada, sostanzialmente immutata nel percorso, divenne la Via Cassia, che aveva un'importante stazione al Foro Cassio, distante poco più di un chilometro dal centro di Tre Croci.
La Via Cassia, che nella zona misurava dovunque  3,90 metri di larghezza, provenendo da Vico Matrino, costeggiava il limitare del bosco e poi, all'altezza dell'attuale abitato di Tre Croci, si dirigeva verso il Foro Cassio, che è menzionato dalla Tavola Peutingeriana e da altri itinerari.
Nelle vicinanza del Foro, che era un capoluogo amministrativo e giudiziario, esistevano numerose ville e costruzioni, di cui, purtroppo, quasi nulla resta, essendo state saccheggiate e utilizzate nei materiali, nel secolo diciannovesimo.
Come riportato dalle Notizie degli Scavi (pubblicazione annuale a cura del Ministero dell'Istruzione), nel 1887, in località “Capacqua”, che fa ora parte integrante di Tre Croci, è stato ritrovato un sarcofago di peperino, contenente i resti di una giovane donna, un anello d'oro con smeraldi, catenine d'oro ed altri gioielli; successivamente, nella stessa località,  è stato scoperto un frammento di pavimentazione a mosaico, appartenente, evidentemente ad una villa romana esistente nel luogo.
Il centro abitato di Foro Cassio era rifornito di acqua da due “cunicoli” (acquedotti interrati), uno proveniente dalla località “Capacqua” e uno da quella che ora viene chiamata “Saracinesca”; quest'ultimo segue tutta la Via del Bosco ed è tuttora visibile in alcuni tratti.
Nel luogo dove la Via Cassia costeggiava il bosco, è avvenuto nel novembre 1083, durante la lotta tra Gregorio VII ed Enrico IV, l'episodio narrato dal cronista Bernoldo di Costanza: un gruppo armato di Enrico IV, sbucando da dietro il fogliame, assalì il corteo dei Vescovi che, provenienti dalla Germania, si recava a Roma per partecipare al Concilio indetto dal Papa (un vescovo venne ucciso ed altri tre furono bastonati, depredati e fatti prigionieri).
Durante il Medioevo, il territorio, pur disabitato, era coltivato, come risulta da un atto di vendita del 1225, relativo ad un terreno in località “Capacqua”, in cui vi era un oliveto.
Lo sviluppo dell'attuale abitato, iniziato ai primi del 1800, è rimasto contenuto fino alla prima metà del 1800.
Dal secondo dopoguerra, quello che era un “vocabolo” è divenuta una Frazione.

## Società

### Istituzioni, enti e associazioni
A Tre Croci sono attive 4 associazioni:
- La società Mutua Beneficenza (Sostegno e aiuto per i defunti dell'associazione)
- L'associazione Il SassoGrosso (Aiuto per migliorare la frazione, tramite interventi e richieste con il sindaco di Vetralla)
- L'associazione CODICI (Centro per i Diritti del Cittadino)
- L'associazione "Fricassio"

## Infrastrutture e trasporti
La stazione di Tre Croci si trova sulla linea regionale FL3 Roma-Viterbo: vi effettuano fermata pochissimi treni al giorno con destinazioni Roma Ostiense, Roma Tiburtina, Viterbo Porta Romana e Viterbo Porta Fiorentina; la Strada statale più vicina (a Vetralla) è la SS 2 Cassia Roma-Firenze.

## Sport
Nello sport il paese viene rappresentato dalla squadra calcistica S.S.D. Tre Croci, i cui colori sociali sono il giallo ed il blu.